# Grand-Vabre
Grand-Vabre est une ancienne commune française située dans le département de l'Aveyron, en région Occitanie, devenue, le 1er janvier 2016, une commune déléguée de la commune nouvelle de Conques-en-Rouergue.

## Géographie

### Site
La commune de Grand Vabre est située au confluent du Lot et du Dourdou, à proximité immédiate de Conques.
Elle est constituée du village de Grand Vabre proprement dit, sur les bords du Dourdou, dont la vallée relativement encaissée protège des vents du Nord et génère un micro climat pouvant être assez chaud l'été et relativement clément l'hiver, et de fermes ou hameaux répartis sur les collines environnantes, dominant le Dourdou ou le Lot, et dégageant des panoramas comme à La Vinzelle.

## Histoire

### Moyen Âge
Une première citation de Grand-Vabre est faite dans la chronologie des abbés de Conques quand Dadon, fondateur de l'abbaye de Conques, s'y retire à la fin du VIIIe siècle.

## Politique et administration
| Période                                  | Période | Identité           | Étiquette | Qualité              |
| ---------------------------------------- | ------- | ------------------ | --------- | -------------------- |
| octobre 2009                             | 2016    | Jean-Paul Delagnes | SE        | Agriculteur retraité |
| Les données manquantes sont à compléter. |         |                    |           |                      |

## Démographie
L'évolution du nombre d'habitants est connue à travers les recensements de la population effectués dans la commune depuis 1793. À partir du 1er janvier 2009, les populations légales des communes sont publiées annuellement dans le cadre d'un recensement qui repose désormais sur une collecte d'information annuelle, concernant successivement tous les territoires communaux au cours d'une période de cinq ans. 
Pour les communes de moins de 10 000 habitants, une enquête de recensement portant sur toute la population est réalisée tous les cinq ans, les populations légales des années intermédiaires étant quant à elles estimées par interpolation ou extrapolation. Pour la commune, le premier recensement exhaustif entrant dans le cadre du nouveau dispositif a été réalisé en 2005,.
En 2013, la commune comptait 396 habitants, en évolution de −3,41 % par rapport à 2008 (Aveyron : +0,58 %, France hors Mayotte : +2,49 %).
| 1793 | 1800 | 1806  | 1821  | 1831  | 1836  | 1841  | 1846  | 1851  |
| ---- | ---- | ----- | ----- | ----- | ----- | ----- | ----- | ----- |
| 751  | 762  | 1 389 | 1 383 | 1 087 | 1 218 | 1 220 | 1 285 | 1 315 |

| 1856  | 1861  | 1866  | 1872  | 1876  | 1881  | 1886  | 1891  | 1896  |
| ----- | ----- | ----- | ----- | ----- | ----- | ----- | ----- | ----- |
| 1 230 | 1 359 | 1 419 | 1 298 | 1 420 | 1 385 | 1 327 | 1 168 | 1 083 |

| 1901  | 1906 | 1911 | 1921 | 1926 | 1931 | 1936 | 1946 | 1954 |
| ----- | ---- | ---- | ---- | ---- | ---- | ---- | ---- | ---- |
| 1 018 | 991  | 948  | 926  | 839  | 828  | 782  | 711  | 696  |

| 1962 | 1968 | 1975 | 1982 | 1990 | 1999 | 2005 | 2010 | 2013 |
| ---- | ---- | ---- | ---- | ---- | ---- | ---- | ---- | ---- |
| 677  | 585  | 510  | 527  | 489  | 424  | 414  | 403  | 396  |

## Lieux et monuments
- Château de Selves, ce château est situé au hameau de La Vinzelle.  Classé MH (1992)[5].

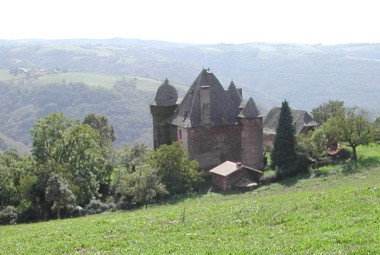
Château de Selves à La Vinzelle.
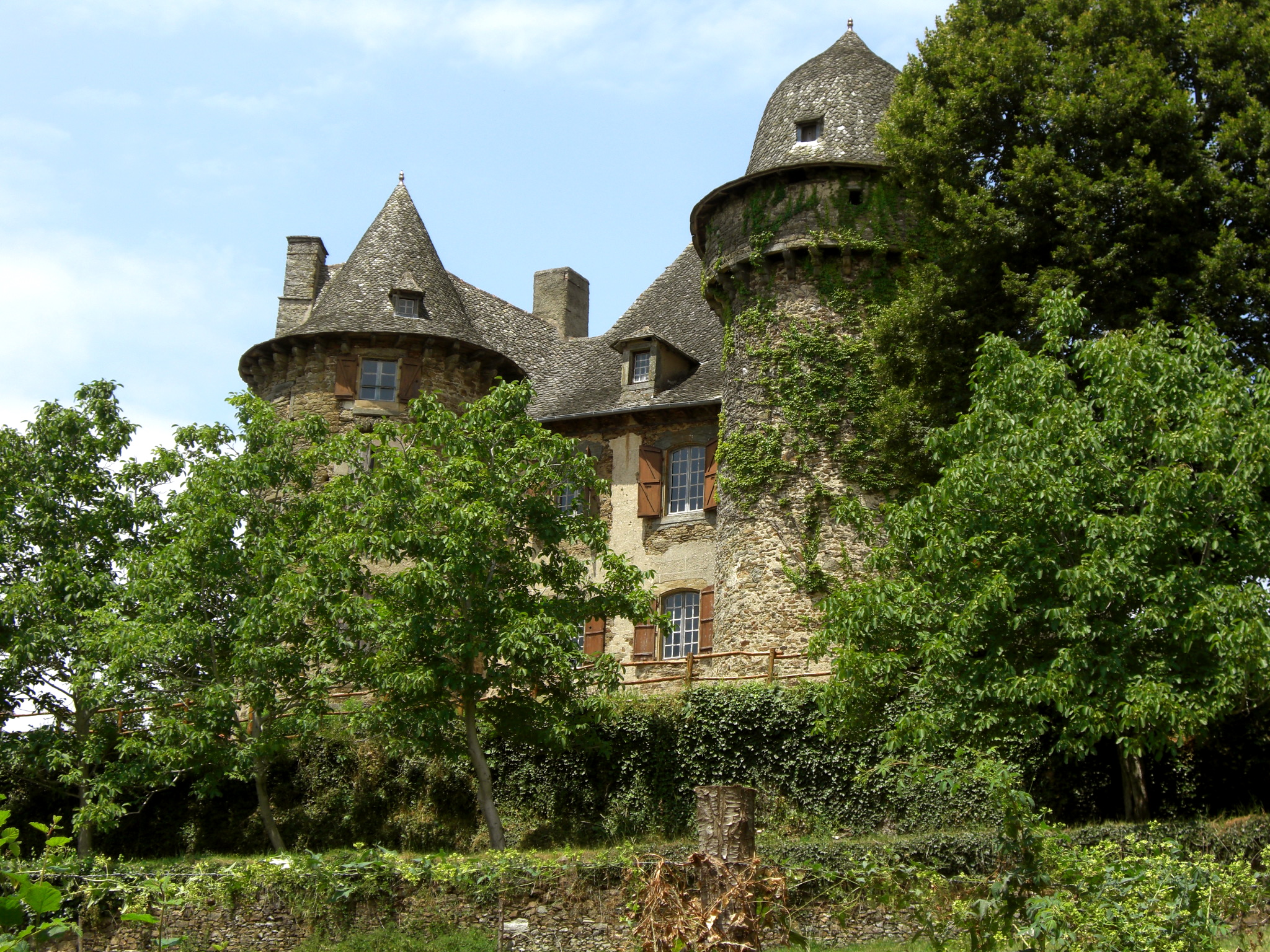
Château de Selves à La Vinzelle.

- Église Saint-Pierre, elle date du XVe siècle.

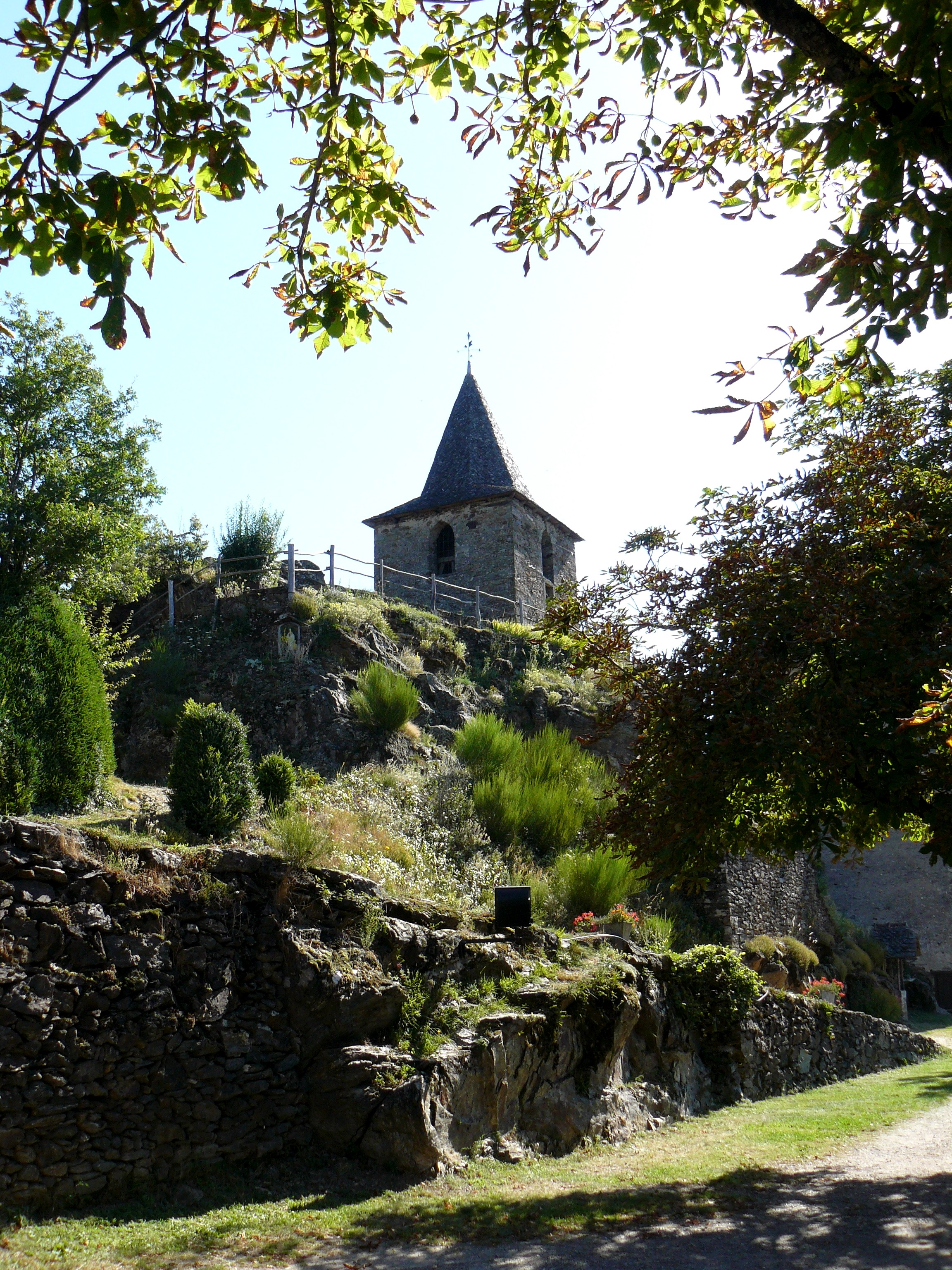
Église Saint-Pierre de Grand-Vabre.

- Chapelle Dadon, cette chapelle est située au centre village.
- Église Saint-Roch de La Vinzelle.
- Pont de Coursavy, Ce pont n'est plus praticable actuellement.
- Pont des Cazelles, situé au confluent des 2 rivières, le Lot et le Dourdou, le paysage a été enrichi récemment par la construction d'un nouveau pont franchissant le Lot. L'ouvrage a été conçu pour s'intégrer au mieux dans l'environnement. L'ouvrage est discret et semble délicatement posé sur les berges du Lot avec un tablier mixte acier béton employé à bon escient.

## Personnalités liées à la commune
- Charles Mouly (1919-2009), auteur né au hameau de La Vinzelle.

### Héraldique
| Blason de la commune de Grand-Vabre | Les armes de la commune de Grand-Vabre se blasonnent ainsi : Taillé : au 1er mi-taillé d’argent au pont isolé au naturel de quatre arches, au 2e d’azur au voilier contourné d’argent, au chef de gueules chargé de trois coquilles d’argent. |